# Eugenia Mantelli
Eugenia Mantelli (1860 - 3 mars 1926) est une artiste lyrique italienne qui a eu une carrière prolifique en Europe, aux États-Unis et en Amérique du Sud à partir des années 1880 jusqu'au début du XXe siècle.
Elle possédait une voix chaude et flexible avec une large gamme vocale qui, tout en se concentrant principalement dans le répertoire de mezzo-soprano, lui a permis de chanter des rôles qui sont normalement associés avec des contralto et des soprano. En effet, au cours de sa carrière, elle a souvent été identifiée comme une mezzo-soprano ou contralto par les critiques musicaux sans beaucoup de cohérence. Alors qu'elle avait une excellente technique vocale et une exceptionnelle belle qualité sonore, ses dons d'actrice et d'interprète n'étaient que médiocres.
Sa voix peut être écoutée sur l'album d'anthologie The Record of Singing Volume I (1899-1919) - L'émergence du vérisme.

## Biographie
Mantelli est née à Florence, en Italie. Ses parents sont tous deux des professeurs de chant et elle reçoit d'eux sa formation musicale. Elle entre au Conservatoire de Milan, d'où elle sort diplômée en 1877 en voix et en piano. Elle fait ses débuts à l'opéra au Teatro Nacional de São Carlos de Lisbonne dans le rôle d'Urbain dans Les Huguenots de Giacomo Meyerbeer en 1883. Cette même année, elle interprète le rôle de Kaled dans Le Roi de Lahore de Jules Massenet, à l'opéra de Trévise, puis enchaine avec une tournée de concerts  à travers l'Allemagne, l'Italie, l'Argentine et le Brésil avec le Ténor Julian Gayarre.
En novembre 1887, elle chante le rôle d'Adalgisa dans Norma de Vincenzo Bellini au Teatro Costanzi de Rome, suivi par plusieurs apparitions au Teatro di San Carlo de Naples, y compris dans le rôle d'Eboli dans  Don Carlo de Giuseppe Verdi avec Adalgisa Gabbi (it), José Oxilia (en), Giuseppe Kaschmann (en) et Auguste Boudouresque. En 1889, elle rejoint la compagnie d'opéra qui a inauguré le Teatro Argentino de La Plata (es) à Buenos Aires. Elle chante avec cette compagnie, à la fois dans cette ville et au Teatro Solis à Montevideo, notamment en partageant la scène avec Mattia Battistini dans les productions de La Favorite, Amleto, La forza del destino, et Gli Ugonotti, la version italienne Huguenots.
En 1894, Mantelli rejoint la troupe du Metropolitan Opera de New York, faisant sa première apparition dans le rôle d'Amneris dans Aida de Verdi, avec Édouard de Reszke, le 23 novembre. Elle reste membre de la troupe jusqu'en 1902 avec 224 représentations. L'un de ses rôles les plus réussis au Met est Léonor dans La Favorite, qu'elle chante également pour sa première représentation au Royal Opera House de Covent Garden en 1896. Elle a quitté le Met en 1900, juste avant qu'elle épouse son mari. Même si elle retourne brièvement au Met en 1903 et apparaît dans quelques productions de vaudeville au début des années 1900. En 1908, elle chante le rôle de Gertrude dans Hamlet avec Maria Galvany et Kaschmann à La Fenice de Venise. Elle passe la plupart de sa fin de carrière au Teatro Nacional de São Carlos. Après sa retraite de la scène, elle reste à Lisbonne, où elle enseigne le chant pendant de nombreuses années.